# Karl Magnus Satre
Karl Magnus Olsen Satre, né le 6 février 1904 et mort le 14 janvier 1955, est un coureur du combiné nordique et fondeur américain

## Biographie

### Famille
Il est le frère de Paul Ottar Satre, participant aux Jeux olympiques de 1936, et de Johan Satre, champion des États-Unis de ski de fond en 1927. Le tremplin de Salisbury est nommé John Satre Hill en hommage à ce dernier. Il est le beau-frère de Berger Torrissen.

### Carrière
Né en Norvège, Karl Magnus Satre émigre aux États-Unis en 1927. Il s'installe à Salisbury et il remporte en 1928, 1929 et 1930 le Championnat des États-Unis de ski de fond.
En 1932, il est inscrit par la Norvège aux Jeux olympiques de Lake Placid en combiné nordique et en ski de fond avec son frère. Cependant, ils ne prennent pas part à la compétition. En 1933, en plus du titre en ski de fond, il remporte également le championnat de combiné nordique. 
En 1936, il participe aux Jeux olympiques en ski de fond et en combiné nordique.

## Résultats

### Jeux olympiques
| Épreuve / Édition | Épreuve / Édition | Garmisch-Partenkirchen 1936 |
| ----------------- | ----------------- | --------------------------- |
| Combiné nordique  | Combiné nordique  | 27e                         |
| Ski de fond       | 18 km             | 34e                         |
| Ski de fond       | 50 km             | 18e                         |
| Ski de fond       | 4 × 10 km         | 11e                         |

### Autres compétitions
- Championnat des États-Unis de combiné nordique
  - Il a remporté le titre en 1933. Il gagne six titres au total[4].

- Championnat des États-Unis de ski de fond
  - Il a remporté le titre en 1928, 1929, 1930 et 1933.

## Reconnaissance
Il est membre du Mémorial américain du ski.